# Myosotis pineticola
Myosotis pineticola är en strävbladig växtart som beskrevs av Kiok. och Shost. Myosotis pineticola ingår i släktet förgätmigejer, och familjen strävbladiga växter. Inga underarter finns listade i Catalogue of Life.